# Ягодная (Дятловский район)
Я́годная (бел. Ягадная) (до 1964 года — Плёхово, бел. Плёхава) — деревня в Дятловском районе Гродненской области Белоруссии. В составе Дворецкого сельсовета. Согласно переписи населения 2009 года в Ягодной проживало 5 человек. Площадь сельского населённого пункта составляет 25,67 га, протяжённость границ — 3,04 км.

## География
Ягодная расположена в 32,5 км к юго-востоку от Дятлово, 215 км от Гродно, 9,5 км от железнодорожной станции Выгода.

## История
В 1905 году Плёхово — деревня в Люшневской волости Слонимского уезда Гродненской губернии (134 жителя). Рядом находилась усадьба, в которой проживало 9 человек.
В 1921—1939 годах Плёхово находилось в составе межвоенной Польской Республики. В 1923 году деревня относилась к сельской гмине Молчадь Слонимского повята Новогрудского воеводства. В сентябре 1939 года Плёхово вошло в состав БССР.
В 1964 году Плёхово переименовано в Ягодную. Новое название дано вместо старого неблагозвучного.
В 1996 году Ягодная входила в состав колхоза «Меляховичи». В деревне имелось 13 домохозяйств, проживало 18 человек.
Ранее в составе Меляховичского сельсовета.